# Heather Witzel
Heather Dianne Witzel (29 gennaio 1950 – 8 novembre 2018) è stata una cestista canadese.

## Carriera
Con il Canada ha disputato i Campionati mondiali del 1971.